# Внутрішнє сортування
Внутрішнє сортування – алгоритм сортування даних, який повністю відбувається в основній пам'яті комп’ютера. Це можливо, коли дані, які потрібно відсортувати, достатньо малі, щоб усі їх можна було зберігати в основній пам'яті. Будь-яке читання або запис даних ну повільну зовнішню пам'ять може значно сповільнити процес сортування.
Деякі поширені внутрішні алгоритми сортування:
- Сортування бульбашкою
- Сортування включенням
- Сортування за розрядами
- Сортування вибором
- Швидке сортування
- Пірамідальне сортування

## Приклад
Сортування бульбашкою — неодноразово переміщує кожен елемент, допоки вони не «випливе» як бульбашка на своє місце. Тому винесення елементів у зовнішню пам'ять суттєво сповільнить алгоритм.